# يورغن شوتس
يورغن شوتس (بالألمانية: Jürgen Schütz)‏ (1 يوليو 1939 بدورتموند في ألمانيا - 19 مارس 1995) هو لاعب كرة قدم ألماني في مركز الوسط. شارك مع منتخب ألمانيا لكرة القدم. أما مع النوادي، فقد لعب مع بوروسيا دورتموند وروت فايس إيسن وميونخ 1860 ونادي بريشيا ونادي تورينو ونادي روما ونادي مسينا وروت فايس لودنشايد.

## وصلات خارجية
- يورغن شوتس على موقع قاعدة بيانات كرة القدم.إي يو (الإنجليزية)
- يورغن شوتس على موقع بيانات كرة القدم. دي إي (الألمانية)
- يورغن شوتس على موقع ناشيونال فوتبول تيمز (الإنجليزية)
- يورغن شوتس على موقع عالم كرة القدم.نت (الإنجليزية)